# Жатва (Оренбургская область)
Жа́тва — посёлок в Пономарёвском районе Оренбургской области. Входит в состав Равнинного сельсовета.

## История
В 1966 году указом Президиума Верховного Совета РСФСР посёлку отделения № 3 совхоза «Пономаревский» присвоено наименование Жатва.

## Население
| 2010 |
| ---- |
| 73   |

## Улицы
- ул. Мирная,
- ул. Набережная,
- ул. Степная.